# Scent of a Woman
Scent of a Woman (titulada Esencia de mujer en España y Perfume de mujer en Hispanoamérica) es una película estadounidense de 1992 dirigida por Martin Brest y protagonizada por Al Pacino y Chris O'Donnell. El guion adapta la novela Il buio e il miele (La oscuridad y la miel) de Giovanni Arpino y también es un remake de la película Perfume de mujer (Profumo di donna) de 1974, dirigida por Dino Risi.

## Argumento
La trama se desenvuelve alrededor de Charlie Simms (Chris O'Donnell), un estudiante que proviene de una familia pobre, becado en una prestigiosa escuela preparatoria privada.
Con el objetivo de ganar el dinero necesario para tomar un vuelo de regreso a casa en Navidad, Charlie acepta un trabajo como acompañante de un oficial retirado del ejército de Estados Unidos: el teniente coronel Frank Slade (Al Pacino), un amargado hombre ciego de mediana edad. Slade había decidido visitar la ciudad de Nueva York y recurre a Charlie Simms para que le acompañe. El coronel le complica la vida a Charlie, obstaculizándole los intentos de acercársele y ayudarlo, mientras, no obstante, le da una lección de vida.
Mientras Charlie está guiando al teniente coronel Frank Slade en Nueva York, se encuentra encarando un gran problema en la escuela, debido a una broma jugada  por unos compañeros al director de la escuela, el señor Trask (James Rebhorn). El problema radica en que solo Charlie y George Willis, Jr. (Philip Seymour Hoffman), hijo de un benefactor de la escuela, conocen realmente la identidad de los culpables. El director amenaza a los dos estudiantes con la expulsión, poniendo entre la espada y la pared a Charlie, al indicarle que su admisión a la universidad depende de ello. Ante la negativa del alumno, el director Trask lo exhorta a ser honesto o sufrir las consecuencias. En el camino, el coronel y Charlie descubrirán que siempre pueden escoger el camino correcto para alcanzar lo que anhelan.

## Reparto
- Al Pacino - Frank Slade
- Chris O'Donnell - Charlie Simms
- James Rebhorn - Mr. Trask
- Gabrielle Anwar - Donna
- Philip Seymour Hoffman - George Willis, Jr.
- Gene Canfield - Manny
- Richard Venture - William "W.R." Slade
- Bradley Whitford - Randy Slade
- June Squibb - Mrs. Hunsaker
- Frances Conroy - Christine Downes
- Ron Eldard - Agente Gore

## Producción

### Casting
La primera opción para el papel del Coronel Slade fue Jack Nicholson, pero él se negó. Otros candiadatos fueron Dustin Hoffman y Joe Pesci, pero también se negaron. Al final el papel lo recibió Al Pacino a pesar de que al principio él tampoco quería pero al final fue convencido por su agente a que lo hiciese. Durante su preparación para caracterizar al personaje del teniente coronel, Al Pacino asistió a una escuela para ciegos y tomó clases de tango en el DanceSport, una escuela de danzas en Manhattan.
Para interpretar el papel de Charlie Matt Damon, Ben Affleck, Brendan Fraser, Anthony Rapp y Chris Rock se presentaron como candidatos, pero fue al final Chris O'Donnell que lo recibió. Philip Seymour Hoffman recibió el papel de George Willis Jr, porque estaba decidido a tenerlo.

### Rodaje
Las escenas de la obra cinematográfica fueron rodadas sobre todo en la ciudad de Nueva York. Las localidades donde fue rodada incluyen la Emma Willard School, Waldorf-Astoria Hotel, Newark Liberty International Airport, Rockefeller College y la Universidad de Princeton. También cabe destacar, que la Emma Willard School en Nueva York es una escuela femenina.
En cuanto a las escenas del hotel, todas fueron rodadas en una misma noche para evitar causar problemas al negocio. También cabe añadir, que durante el rodaje Al Pacino seguía interpretando a Frank Slade fuera del rodaje. Para ello solía usar su bastón para caminar y nunca miraba a los ojos de quien le hablaba.

### Banda sonora
Cabe también destacar, que la música de fondo, compuesta por Thomas Newman, proviene de una famosa zarzuela española, "la violetera", llevada al cine por Sara Montiel.

## Curiosidades
- Para obligar a Charlie a que salga del hotel, Slade le pide que le compre algunas aspirinas y un Montecristo, un producto cubano escaso en Estados Unidos debido al embargo económico.
- El nombre de la chica con la que Slade baila el tango "Por una cabeza" es Donna, palabra italiana que significa mujer.

## Recepción
La película recibió reseñas positivas por parte de los críticas y la audiencia; en Rotten Tomatoes posee una aprobación de 88 %, y adicional a la calificación, un certificado de frescura. La película obtuvo además un enorme éxito de taquilla. Su recaudación en Estados Unidos fue de 63 095 253 dólares y de 71 000 000 dólares en el resto del mundo. El actor Al Pacino consiguió ganar el Óscar que tanto se le había resistido durante su carrera (había sido candidato al Óscar en siete ocasiones antes de conseguirlo).

## Premios

### Oscar
| Año  | Categoría                     | Receptor(es)              | Resultado |
| ---- | ----------------------------- | ------------------------- | --------- |
| 1993 | Oscar a la mejor película     | Oscar a la mejor película | Nominada  |
| 1993 | Oscar a la mejor dirección    | Martin Brest              | Nominado  |
| 1993 | Oscar al mejor actor          | Al Pacino                 | Ganador   |
| 1993 | Oscar al mejor guion adaptado | Bo Goldman                | Nominado  |

### Globos de Oro
| Año  | Categoría              | Receptor(es)           | Resultado |
| ---- | ---------------------- | ---------------------- | --------- |
| 1992 | Mejor película - Drama | Mejor película - Drama | Ganadora  |
| 1992 | Mejor actor - Drama    | Al Pacino              | Ganador   |
| 1992 | Mejor actor de reparto | Chris O'Donnell        | Nominado  |
| 1992 | Mejor guion            | Bo Goldman             | Ganador   |

### Otros premios
- Premio CFCA 1993 : al actor más promisorio (Chris O’Donnell)
- Premio BMI 1994 : Thomas Newman